# 白帝城
白帝城（はくていじょう）は、中国重慶市奉節県の長江三峡に位置する地名。
かつて新末後漢初の群雄公孫述がこの地に築いた城が白帝城と呼ばれたことが由来である。永安宮ともいう。

## 歴史
三国時代、蜀（蜀漢）の建国者劉備が夷陵の戦いで呉に敗れ、逃れたのが白帝城であった。劉備は後事を諸葛亮に託し、この城で没した。
『三国志演義』では、呉の大将陸遜が劉備を追って白帝城を目指したが、予め諸葛亮が仕掛けておいた石兵八陣により撤退を余儀なくされる。
後の唐の時代の詩人李白は『早発白帝城』（早に白帝城を発す）という詩を残している。
2006年に三峡ダムの開発により島となった。2006年に中華人民共和国の全国重点文物保護単位に指定された。2022年に中国の5A級観光地にも認定された。

## ギャラリー

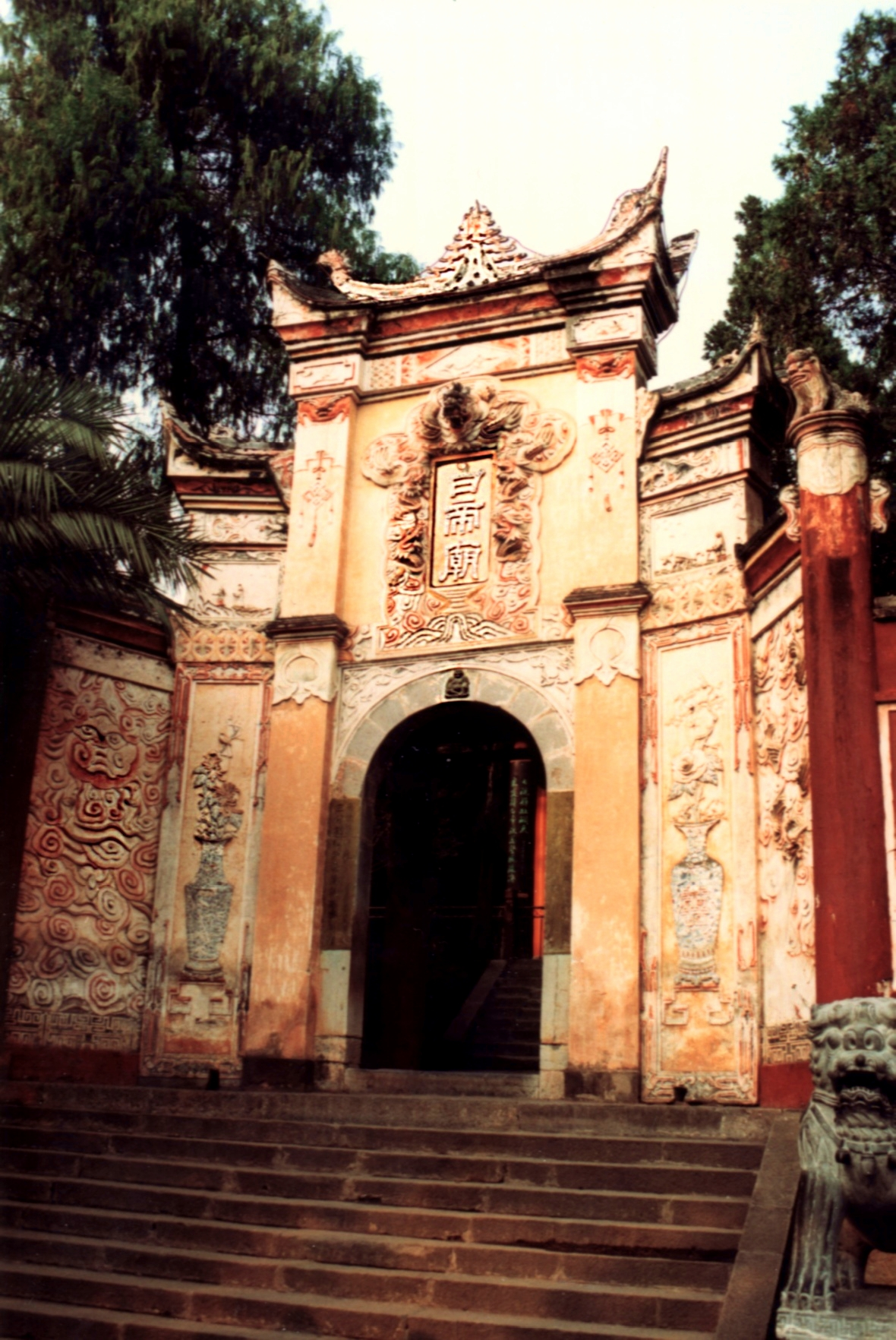
白帝廟
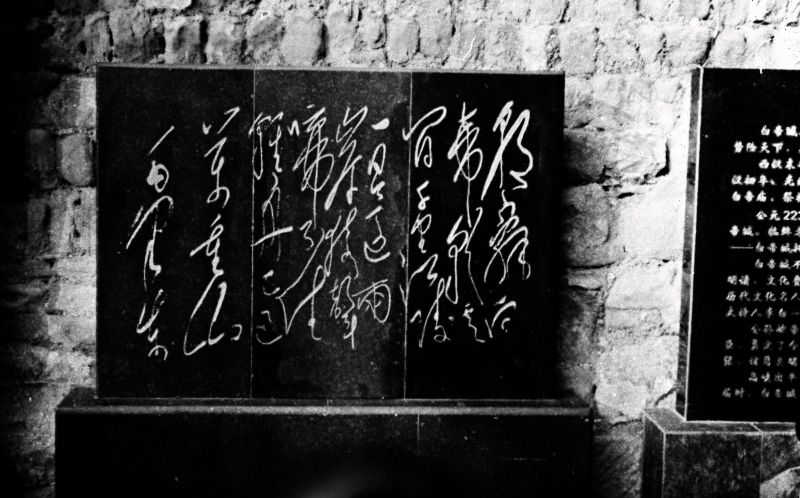
毛沢東の揮毫による李白の詩の銅匾
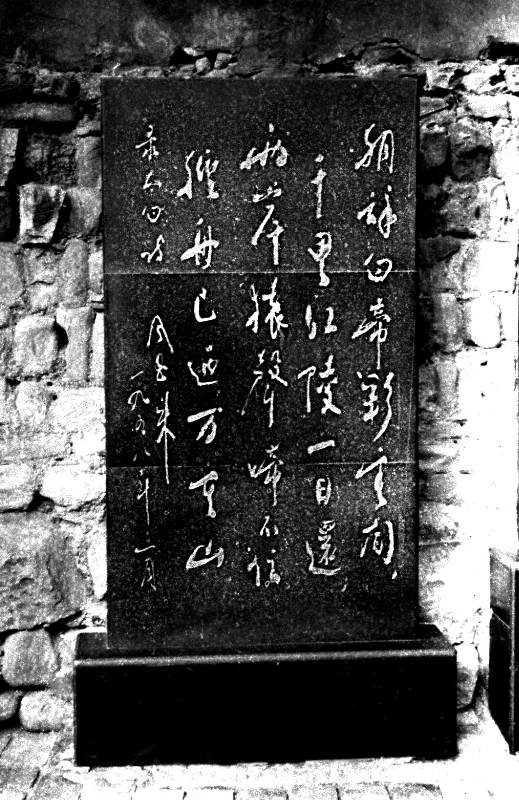
白帝城銅匾-周恩来の揮毫による《朝辞白帝彩云间》
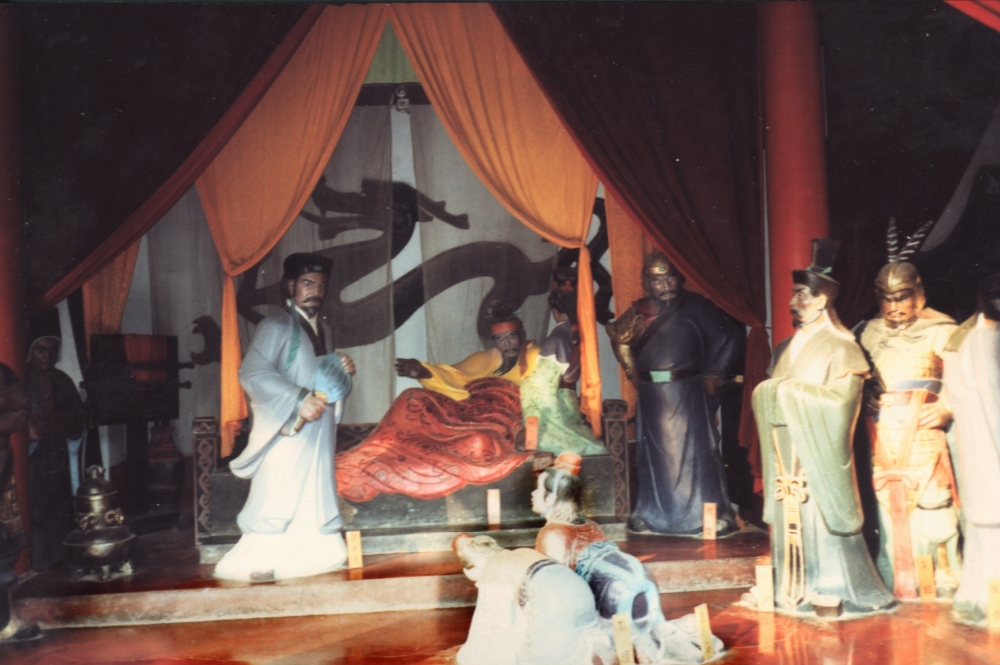
白帝城の劉備像。左は諸葛亮で右端は趙雲
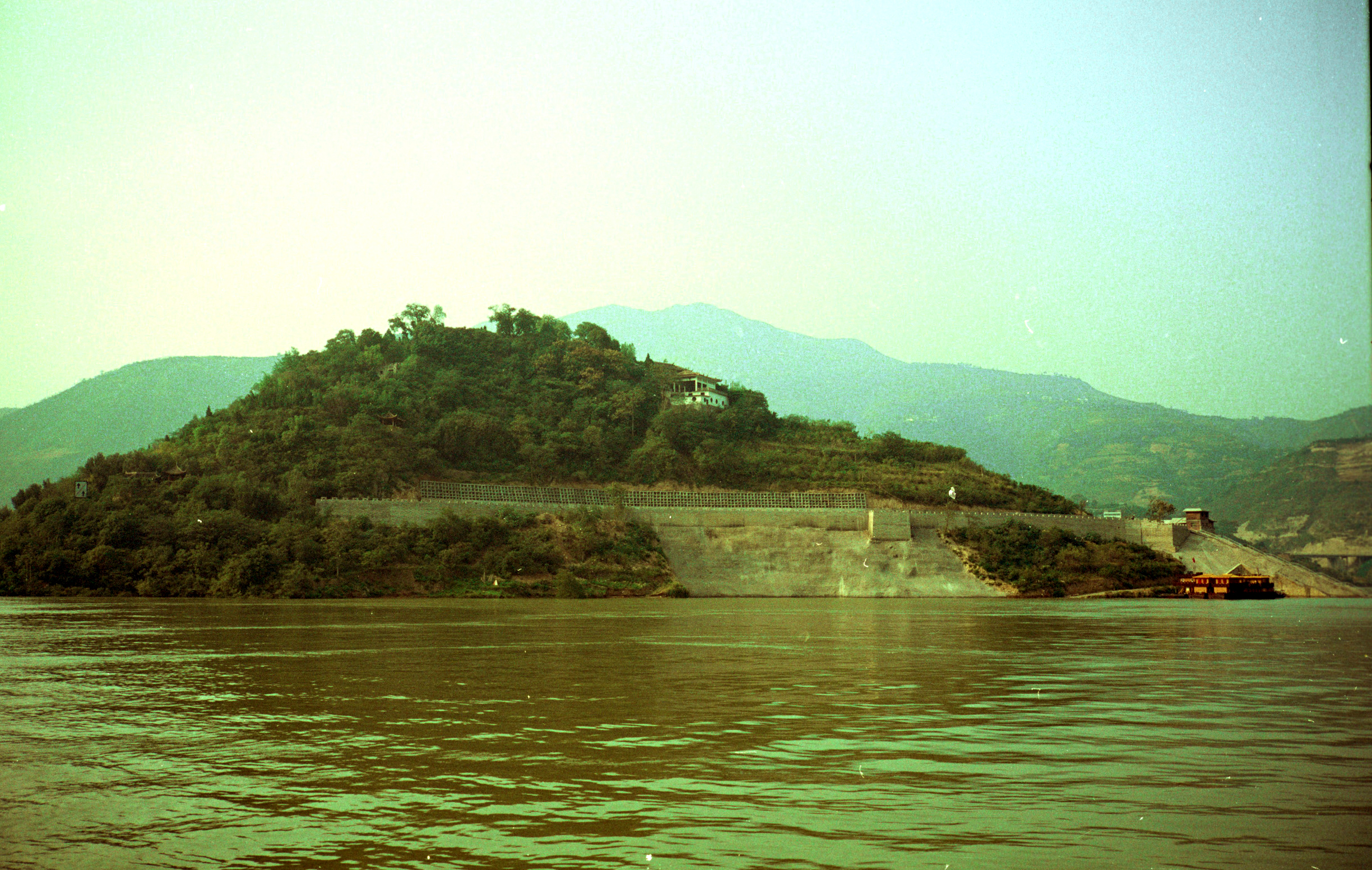
クルーズ船から見る白帝城